# Biologia regenerativa

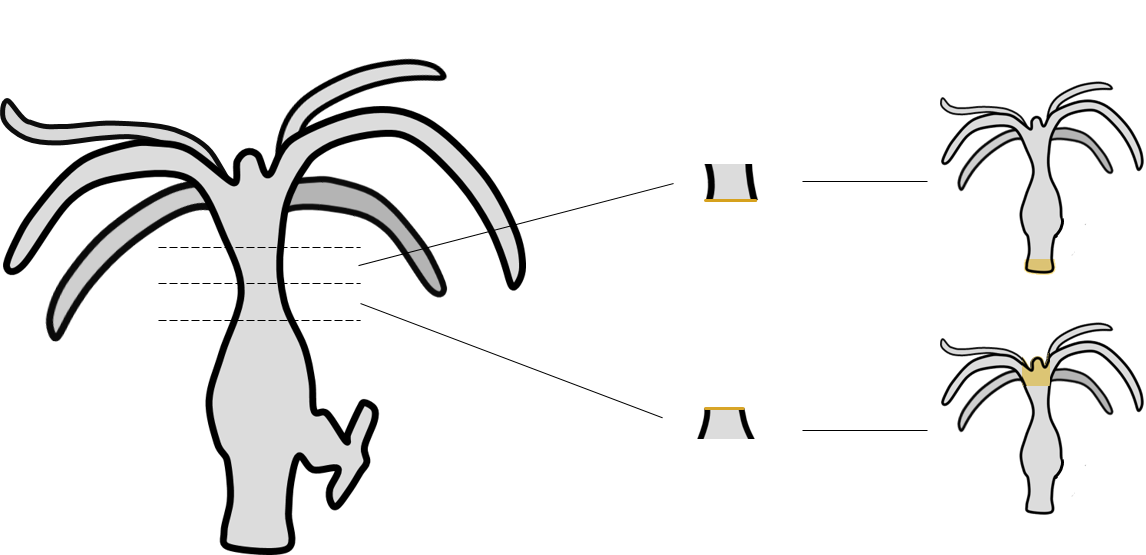
Regeneração em Hydra.

A biologia regenerativa é a área da biologia que  procura compreender as diferenças celulares e biomoleculares entre tecidos regeneradores e não regeneradores dos mais diversos seres vivos existentes. Esse campo pode abranger o desenvolvimento biológico, padronização e regeneração de células e órgãos, evolvendo tanto questões biológicas gerais quanto questões clínicas que dizem respeito a medicina regenerativa. Com a explosão do conhecimento da biologia molecular e o crescente interesse em gerar ou regenerar tecidos e órgãos através de várias abordagens da biologia sintética ou células-tronco, muitas pesquisas têm sido feitas focando no fenômeno da regeneração biológica.